# 北海道銀行
北海道銀行（英文名稱：The Hokkaido Bank）是總部位於日本北海道札幌市的商業銀行。

## 历史
成立於1951年，是戰後成立的地方銀行之一。2004年9月1日起與北陸銀行共同組成北北金融集團，兩者共同成為其旗下子公司。

## 外部連結
- 北海道銀行（页面存档备份，存于）